# Antena TV
Antena TV es un canal de televisión abierta peruano que emite para la región norte del país. Su sede se ubica en la ciudad de Trujillo.

## Programas

### Programación actual
- Enciende tu día
- Hora 12
- 60 minutos
- Sin rodeos
- Pueblos y caminos.
- Mi casa
- Napa
- Anime
- Combate kids
- Espectáculos